# Nofūt
Nofūt (persiska: نفوت) är en ort i Iran.   Den ligger i provinsen Gilan, i den nordvästra delen av landet, 260 km nordväst om huvudstaden Teheran. Nofūt ligger 23 meter över havet och antalet invånare är 879.
Terrängen runt Nofūt är platt.Runt Nofūt är det ganska tätbefolkat, med 120 invånare per kvadratkilometer. Närmaste större samhälle är Fūman, 5,5 km söder om Nofūt. Trakten runt Nofūt består till största delen av jordbruksmark.